# Криасан Синдзюку
«Криасан Синдзюку» (яп. クリアソン新宿 Куриасон Синдзюку, порт. Criaçaõ Shinjuku) — японский футбольный клуб из Синдзюку, одного из Специальных районов Токио, а также административного центра префектуры Токио. Выступает в Японской футбольной лиге, четвёртом по силе дивизионе страны.

## История
Клуб был основан Кадзутомо Маруямой, как клуб досуга, чтобы создать возможность играть в футбол после завершения учебы в Университете Риккё. После возвращения в Токио в 2009 году он зарегистрировал клуб в Японской футбольной ассоциации.
Название происходит от португальского слова criação, что означает «творение», «производство».
С 2010 по 2018 год клуб играл только в Токийской лиге и не продвигался дальше, пока в 2018 году клуб не получил повышение, заняв второе место в 1-м дивизионе Токио. После девяти сезонов клуб наконец дебютировал на региональном уровне, во 2-м дивизионе Футбольной лиги Канто .
Сразу после перехода в него клуб стал победителем и был переведен в 1-й дивизион. Дебютировав на нем в 2020 году, клуб занял лишь 5-е место.
В 2021 году «Криасан Синдзюку» добился повышения в Японскую футбольную лигу, победив в Региональной лиге Канто. Перед клубом появилась задача повышения в Джей-лигу. Для этого команда получила статус клуба 100-летнего плана.

## Стадион
Клуб играет на университетском стадионе «AGF Field», вмещающем 2 800 человек. Однако, эта вместимость не подходит для участия в Джей-лиге, поэтому клуб планирует построить новый стадион, либо играть на стадионе «Адзиномото», на котором также играют команды «Токио» и «Токио Верди».